# Birdsong (Arkansas)
Birdsong est une ville de l'État américain de l'Arkansas, située dans le comté de Mississippi. Selon le recensement de 2010, sa population est de 41 habitants.

## Démographie
| 1990 | 2000 | 2010 | - | - | - |
| ---- | ---- | ---- | - | - | - |
| 104  | 40   | 41   | - | - | - |